# Dursty Getränkemärkte
Die Dursty Getränkemärkte GmbH & Co. KG war eine Kette von 167 Getränkeabholmärkten mit Sitz im nordrhein-westfälischen Hagen-Hohenlimburg.

## Geschichte
Die Dursty GmbH & Co. KG war 2000 aus dem Aufkauf der Bier-Schneider Gruppe durch die Brauerei Veltins entstanden. 2005 wurden die 72 Getränke-Schnellkauf-Filialen der Getränke-Müller-Gruppe aus Netphen erworben.
Zum 1. Januar 2018 übernahm Getränke Hoffmann, ein Tochterunternehmen der Radeberger Gruppe, die Dursty Getränkemärkte GmbH & Co. KG und erweitert damit seine geographische Aufstellung im Raum NRW, Hessen und Rheinland-Pfalz. Die Filialen von Dursty Getränkemärkte wurden zu Filialen von Getränke Hoffmann umgebaut und 2019 das Unternehmen in Getränke Hoffmann WEST GmbH & Co.KG mit Sitz in Blankenfelde-Mahlow umfirmiert.